# Thomas de Maizière
Thomas de Maizière (celým jménem Karl Ernst Thomas de Maizière; * 21. ledna 1954, Bonn) je německý křesťanskodemokratický politik a právník. Od 17. prosince 2013 zastával ve třetí vládě Angely Merkelové post Spolkového ministra vnitra Německa; ve funkci působil do 14. března 2018.

## Život
Pochází stejně jako jeho bratranec Lothar de Maizière (CDU) z francouzské aristokratické rodiny, která se po útěku z Francie usadila v 17. století v Německu.
Členem německé Křesťanskodemokratické unie (CDU) je od roku 1971. V letech 2005–2009 zastával v první vládě Angely Merkelové post Spolkového ministra bez portfeje a post vedoucího Spolkového kancléřství. V druhé vládě Angely Merkelové zastával v letech 2009–2011 post Spolkového ministra vnitra Německa a následně po odchodu skandály souženého Karla-Theodora zu Guttenberga v období 2011–2013 i post Spolkového ministra obrany Německa.

## Vyznamenání
- rytíř velkokříže Řádu zásluh o Italskou republiku – Itálie, 21. března 2006[5]
- velkokříž Norského královského řádu za zásluhy – Norsko, 15. října 2007[6]
- velkokříž Řádu za zásluhy – Portugalsko, 2. března 2009[7]